# Americana (cultura)

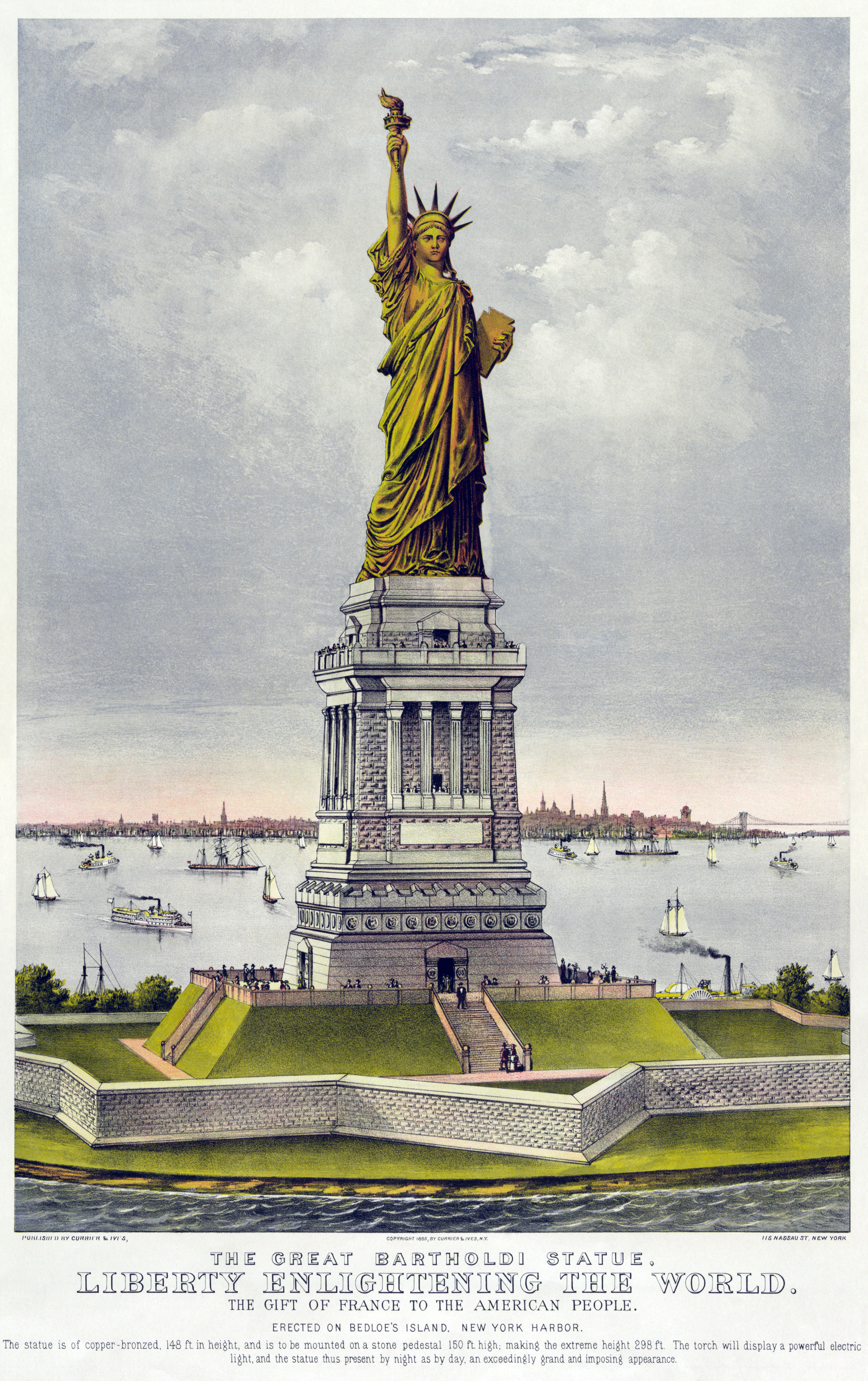
Liberty Enlightening the World ("Liberdade iluminando o mundo"): o famoso monumento da cidade de Nova Iorque, ilustrada em um impresso da Currier and Ives.

Americana nesse contexto, é uma palavra da língua inglesa, que se refere aos artefatos, ou às coleções de artefatos, relacionados à história, geografia, folclore e ao patrimônio cultural dos Estados Unidos. Vários tipos de material estão inclusos na definição de Americana: pinturas, impressões e gravuras; placas de veículos ou os próprios automóveis, utensílios domésticos, ferramentas e armas; bandeiras, placas e estátuas, etc. Patriotismo e nostalgia possuem papéis definidores no assunto. As coisas envolvidas não precisam ser necessariamente antigas, mas precisam ter as associações apropriadas. O termo pode ser usado para descrever temáticas em museus e coleções, ou de bens à venda em antiquários.
O termo também é utilizado para descrever estudos da cultura dos Estados Unidos, especificamente os estudos baseados em outros países. Americana é o gênero de música contemporânea que incorpora elementos de vários estilos musicais americanos de raiz; dentre eles, o country, roots-rock, folk, bluegrass e blues, resultando em uma música distinta de raiz.

## Americana como nostalgia
Ao longo da segunda metade do século XX, Americana foi largamente associada à nostalgia por uma vida idealizada em pequenas cidades e vilas na América por volta da virada do século XIX para o século XX, no período compreendido entre 1880 à Primeira Guerra Mundial, popularmente considerado The Good Old Days ("Os bons velhos tempos"). Acreditava-se que muito da estrutura do American way of life ao longo do século XX foi constituído nesse ambiente e nessa época. Henry Seidel Canby escreveu: "é a vila, a cidade pequena, que é nosso patrimônio. Nós fizemos a América do século XX com base nelas e alguns registros dessas comunidades como elas eram ... nós devemos aos nossos filhos e netos." A nostalgia desse período foi baseada em uma rememoração da confiança na vida americana nesse período que ocorreu por certos fatores como um sentido de que o Velho Oeste fora "conquistado" a partir do momento da declaração do US Census Bureau de que estava "fechada" em 1890, assim como a recente vitória na Guerra Hispano-Americana.  O zeitgeist esse período idealizado foi capturado em parques temáticos tais como Main Street, U.S.A., uma seção inspirada na cidade natal de Walt Disney (Marceline, no Missouri) e na casa na qual Harper Goff passou a infância (em Fort Collins, no Colorado), assim como o musical e filme The Music Man e a peça de Thornton Wilder, Our Town. São valorizados em especial na nostalgia da Americana certas instituições típicas das cidades pequenas, tais como a barbearia, a drogaria, as máquinas de refrigerantes e sorveterias, as últimas ressuscitadas pela nostalgia ocorrida a partir da década de 1950 em negócios como o Farrell's Ice Cream Parlour com a sua temática remetendo à década de 1890.

## Exemplos
- Coca-Cola[15][16]
- Mc Donald's
- Pringles
- Levi's blue jeans, especialmente Levi's 501s[16][17]
- Modelos Pin-up
- Colt Peacemaker[18]
- Cercas de estacas brancas[19]